# Шировцы
Шировцы́ (укр. Ширівці) — село в Недобоевской сельской общине Днестровского района Черновицкой области Украины.
До 2020 года входило в Хотинский район
Население по переписи 2001 года составляло 1806 человек. Почтовый индекс — 60032. Телефонный код — 3731. Код КОАТУУ — 7325089201.